# Collis (planetaire geologie)
Collis (meervoud: colles,  van het Latijns woord voor "heuvel") is in de planetaire nomenclatuur een kleine heuvel op een hemellichaam. De term maakt deel uit van internationale eigennamen en net als andere generieke termen, wordt de geologische structuur met een hoofdletter geschreven en staat het achter de eigennaam (bijvoorbeeld Bilbo Colles. De enige uitzondering is Colles Nili op Mars). Sinds 2015 hebben alleen groepen heuvels namen en wordt de term enkel in meervoud gebruikt.
Net als de andere termen van planetaire nomenclatuur, beschrijft dit woord alleen de externe kenmerken maar niet hun oorsprong of geologische structuur. Hij wordt dus gebruikt voor heuvels van welke oorsprong dan ook. Namen van grotere heuvels bevatten meestal de term tholus ("koepel"), en de namen van nog grotere bergen gebruiken de term mons ("berg"). Eigenaardige ronde bergen, die op Venus voorkomen, krijgen namen met de term farrum.
De term collis werd geïntroduceerd in de planetaire nomenclatuur in 1982, op de XVIIIe Algemene Vergadering van de Internationale Astronomische Unie. Dat jaar kregen twee groepen heuvels op Mars een naam (Ariadnes Colles en Deuteronilus Colles). Sinds mei 2015 zijn er 46 van dergelijke groepen genoemd: 22 op Mars, 16 op Venus, 6 op Titan en 2 op Pluto.

## Naamgeving
De IAU gebruikt de volgende conventies voor het benoemen van colles:
- Venus: genoemd naar zeegodinnen
- Mars: naar nabijgelegen albedo-structuren op klassieke kaarten van Giovanni Schiaparelli of Eugène Antoniadi
- Titan: naar personages van Midden-Aarde uit de boeken van J.R.R. Tolkien
- Pluto: naar baanbrekende ruimtevaartuigen

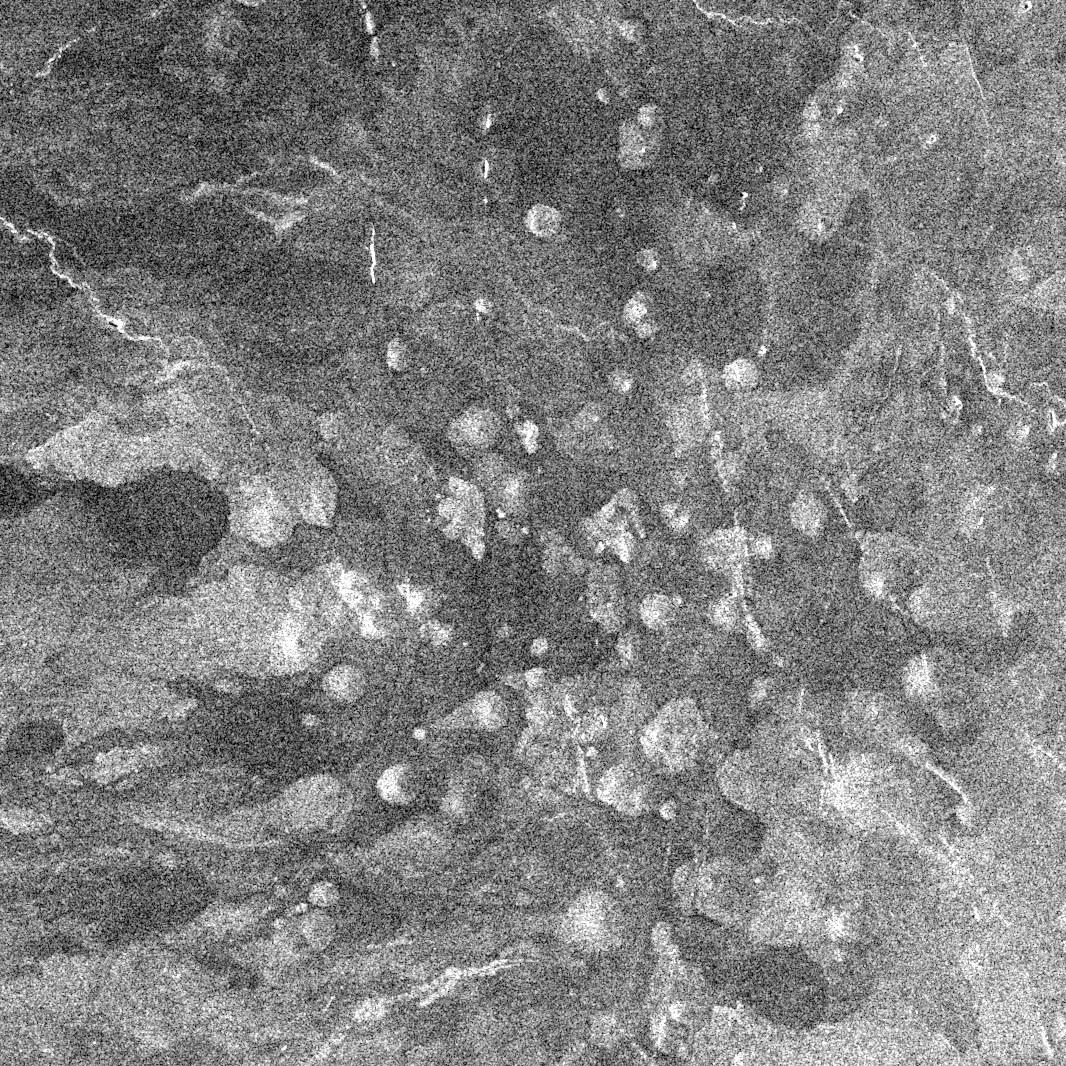
Olosa Colles op Venus
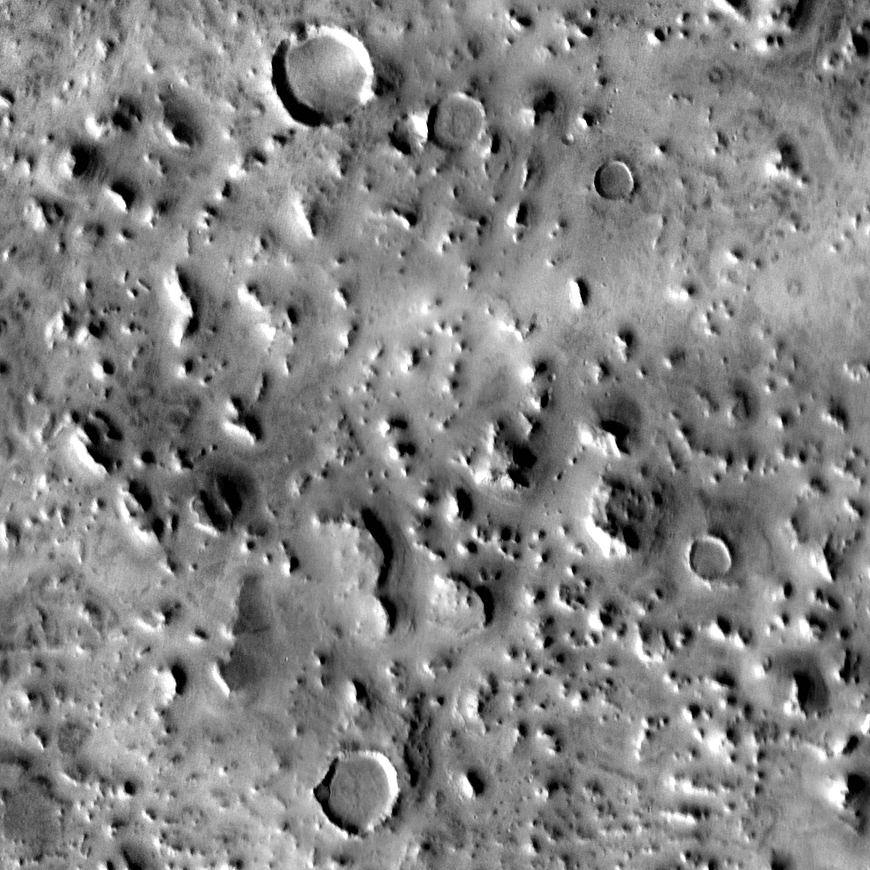
Acidalia Colles op Mars
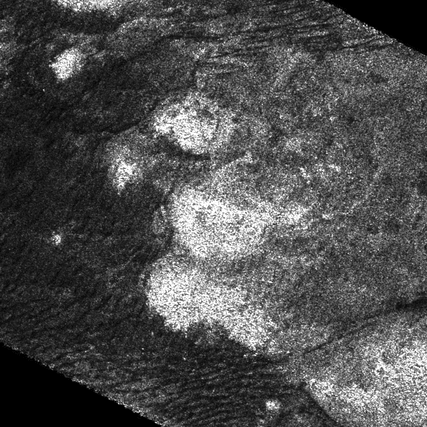
Nimloth Colles op Titan